# نیروانا (فیلم)
نیروانا (انگلیسی: Nirvana) فیلمی در ژانر علمی–تخیلی به کارگردانی گابریله سالواتورس است که در سال ۱۹۹۷ منتشر شد. از بازیگران آن می‌توان به کریستوفر لمبرت، امانوئل سنیه و پائولو روسی اشاره کرد.